# Theme Park
Theme Park est un jeu vidéo de gestion conçu par Peter Molyneux et Demis Hassabis, développé par Bullfrog Productions et édité par Electronic Arts en 1994 sur Amiga et DOS. Le jeu a été porté sur consoles de jeu en 1995. L'objectif du joueur est de gérer le développement d'un parc d'attractions.
Le nom du jeu est un clin d'œil à la série des Sim de Maxis. En effet, en anglais la prononciation de Theme et Sim est relativement proche.

## Présentation
D'une manière générale, le joueur est placé devant un plan de son (futur) parc d'attractions.
Pour le développer, il doit faire venir des visiteurs qui jugeront la qualité de son parc d'attractions tant au niveau propreté que variété des divertissements proposés. Le joueur devra trouver l'équilibre entre plaire aux visiteurs et gagner un maximum d'argent.
Le joueur peut construire plusieurs magasins comme des vendeurs de boissons, marchands de frites, de glaces etc. Une fois tous ces magasins en place, le joueur pourra les gérer individuellement. On pourra ainsi modifier le prix de vente mais également la quantité de sel dans les frites ou de sucre dans les glaces. Il faut également avoir un œil sur les stocks disponibles.
En ce qui concerne les attractions, le joueur a la possibilité d'en construire un bon nombre. Il peut par exemple construire un château gonflable, un labyrinthe, une maison hantée etc.
Le joueur peut aussi découvrir de nouvelles attractions et de nouveaux commerces en dépensant de l'argent dans les recherches. On peut également rechercher de nouveaux décors (arbres, fleurs) ou des infrastructures (poubelles, toilettes...)
Le joueur doit également gérer son personnel. Il pourra recruter des mécaniciens, des agents de sécurité, des animateurs et des agents de propreté. Il faudra gérer leurs salaires et ne pas hésiter à leur donner des augmentations.
Une fois que le parc d'attractions aura pris de la valeur, le joueur pourra le vendre aux enchères et, avec l'argent récolté, pourra aller s'installer dans une autre ville d'un autre pays. Le niveau de jeu devient ainsi de plus en plus dur.

## Exploitation
Theme Park est sorti en 1994 sur les ordinateurs personnels Amiga et compatible PC (DOS) et en 1995 sur les consoles Amiga CD32, 3DO, Jaguar, Mega-CD, Mega Drive, PlayStation, Saturn et Super Nintendo.  En 2008, la version PlayStation est rééditée en téléchargement sur PlayStation 3 et PlayStation Portable.

## Jouer au jeu avec une configuration récente
Il est désormais possible de jouer à Theme Park sur des versions récentes de Windows (XP, Vista, 7, 8 ou 10) ou Mac (10.7.5 minimum). Le jeu est ressorti sur site GOG.com en 2013 avec du code permettant d'y jouer sans devoir repasser par une version de Windows 95 ou 98.

## Portage Nintendo DS
Theme Park pour Nintendo DS est une adaptation du jeu sur PC et console du même nom sorti en 1994. Des améliorations ont été apportées comme l'utilisation de l'écran tactile et de son stylet, et des objets supplémentaires à utiliser dans le jeu.

## Postérité
Bullfrog Productions a développé le concept de Theme Park à travers diverses suites ou déclinaisons.
- 1994 - Theme Park
- 1997 - Theme Hospital
- 1999 - Theme Park World
- 2001 - Theme Park Inc
- 2007 - Theme Park DS

Theme Park a inspiré d'autres productions comme la série RollerCoaster Tycoon ou Jurassic Park: Operation Genesis.